# Flemingsburg
Flemingsburg è una città degli Stati Uniti d'America, situata nello Stato del Kentucky, nella Contea di Fleming, della quale è il capoluogo.